# Supreme Commander
Supreme Commander, afgekort als SupCom, is een futuristisch real-time strategy-computerspel, ontwikkeld door Gas Powered Games en uitgegeven door THQ. Het spel is uitgebracht op 16 februari 2007, en ontworpen door Chris Taylor. Een uitbreiding, Supreme Commander: Forged Alliance, werd op 6 november datzelfde jaar uitgebracht. Supreme Commander wordt gezien als de opvolger van Total Annihilation, een ander spel van Chris Taylor.
Het spel speelt zich af in de 37e eeuw waarin drie partijen, de Aeon Illuminate, de Cybran Nation en de United Earth Federation het tegen elkaar opnemen. Het spel bracht enkele vernieuwingen in het real-time strategy-genre. Zo is het mogelijk een overzicht te krijgen van de hele omgeving door uit te zoomen, iets wat in andere real-time strategy spellen maar beperkt mogelijk was. De speler kan dezelfde acties uitvoeren (zoals opdrachten geven of het produceren van nieuwe eenheden) bij elke mate van in- en uitzoomen. De toevoeging van deze zoommogelijkheid stelde de ontwikkelaars ook in staat de grootte van de eenheden meer te laten variëren en zo een betere verhouding en schaal te creëren. De speler beschikt over eenheden die nauwelijks zichtbaar zijn bij uitzoomen en de grootte van verschillende eenheden op het beeldscherm loopt flink uiteen.

## Spel
Supreme Commander speelt zich af rondom de 'Armoured Command Unit' (Bepantserde Commando Eenheid), of ACU. Deze mecha-pakken zijn gemaakt om door zogenaamde quantum-poorten door het universum getransporteerd te worden, en bevatten alle materialen en blauwdrukken die nodig zijn om een leger uit de 37e eeuw op te bouwen vanuit de ruwe materialen die beschikbaar zijn op een willekeurige planeet. Alle standaard-eenheden behalve de Commando-eenheid en de latere sub-Commando-eenheden zijn volledig robotisch, en hebben geen menselijke piloot.
Alle eenheden en gebouwen behoren tot een van de vier technologieëniveaus of "Tech levels". Door gebouwen op te waarderen naar het volgende niveau kunnen betere ingenieurs en sterkere eenheden worden geproduceerd. Geavanceerde ingenieurs kunnen vervolgens high-tech gebouwen construeren. Het eerste niveau is beschikbaar aan het begin van het spel, en bestaat uit kleine en zwakke eenheden en gebouwen. Het tweede niveau brengt veel mogelijkheden met zich mee, vooral op het gebied van defensie, en ook geavanceerde versies van niveau-1 eenheden. Het derde niveau biedt de speler enkele zeer krachtige eenheden die zelfs de verdediging van de diepst ingegraven speler kunnen doorbreken. Als laatste bestaat het vierde niveau volledig uit "experimentele" technologie. De gigantische experimentele eenheden en gebouwen zijn relatief erg krachtig, maar kosten ook relatief veel hulpbronnen. Slechts één experimentele eenheid kan het slagveld compleet naar haar hand zetten.
Supreme Commander heeft een gevarieerde kunstmatige intelligentie in de skirmish-modus. De Easy- en Normal-niveaus zijn aanwezig zoals bij de meeste spellen, maar het moeilijke niveau, of Hard, heeft drie verschillende modi. De Horde AI zal proberen de speler vroeg in het spel te overrompelen met letterlijk "hordes" van kleine eenheden, terwijl Tech AI zijn eenheden zo vroeg mogelijk in het spel wil opwaarderen om vervolgens van het technologische overwicht gebruik te maken. Balanced AI zal proberen een balans tussen deze twee te vinden. De campagne voor één speler bestaat uit achttien missies, zes voor elke partij. De speler kruipt in de huid van een onervaren commandant die een sleutelrol in de doelen van zijn partij zal spelen, en zo de 'Oneindige Oorlog' tot een eind te brengen. Hoewel er minder missies beschikbaar zijn dan bij andere spellen, wordt dit gecompenseerd door de duur van de missies. Elke missie kan uren duren, omdat de speelkaart wordt vergroot als bepaalde doelen gehaald zijn.

### Hulpbronnen
Omdat in het spel de mensheid geavanceerde technologie meester is geworden, zijn er maar twee soorten hulpbronnen nodig om oorlog te voeren: energie en massa. Deze worden voornamelijk verkregen door het bouwen van elektriciteitscentrales en het plaatsen van massa-boorplatforms op massa-afzettingen. Verder kunnen ingenieurs energie verkrijgen door het opzuigen van organisch materiaal, en kan massa verkregen worden door het opzuigen van rotsen en kapotte eenheden. Ook is het mogelijk om massa uit energie te maken door middel van zogenaamde mass fabricators. Hulpbronnen kunnen worden opgeslagen in een gelimiteerde hoeveelheid opslagruimte, welke kan worden uitgebreid door het bouwen van gespecialiseerde gebouwen. Als de opslagruimte niet toereikend is, worden verkregen hulpbronnen simpelweg weggegooid.
In Supreme Commander is het belangrijk welke gebouwen tegen elkaar aanliggen, omdat substantiële bonussen verkregen kunnen worden door het goed plaatsen van gebouwen. Gebouwen die energie nodig hebben, zoals mass fabricators, zullen minder energie verbruiken als zij tegen een elektriciteitscentrale aanliggen. Zo zullen ook fabrieken minder energie respectievelijk massa gebruiken als zij tegen een elektriciteitscentrale, boorplatform of mass fabricator aanliggen. Het gevaar van deze bonussen is dat het hele complex verwoest kan worden als één onderdeel kapot gaat, doordat de explosie waarmee dat gebeurt een kettingreactie in gang kan zetten.

### Oorlogvoering
Supreme Commander gebruikt een strategisch zoomsysteem, dat de speler laat uitzoomen totdat de gehele kaart op het scherm te zien is. Op dit punt lijkt de kaart op de minimap, waarbij eenheden met iconen worden aangeduid. Spelers kunnen ook ver inzoomen, waarbij grotere eenheden zoals slagschepen het hele scherm vullen. Dit systeem zorgt ervoor dat de eenheden en gebouwen in Supreme Commander sterk van grootte kunnen wisselen, en maakt gigantische eenheden zoals de experimentele eenheden mogelijk. Schaal is erg belangrijk in Supreme Commander. Zo kunnen spelers op een gegeven moment tot een duizendtal eenheden hebben, waardoor enorme veldslagen met vele duizenden eenheden mogelijk worden.
In Supreme Commander kleineert een slagschip een onderzeeër, zoals dat ook in een echte situatie zou gebeuren; een Amerikaanse Iowa klasse slagschip is bijna vijf keer zo groot als een Duitse type 212 onderzeeër. Om dit mogelijk te maken gebruikt Supreme Commander een volledig 3D landschap dat dynamisch getegeld (het opsplitsen van grote 3D-objecten in kleinere) wordt. Zowel eenheden en de kaart gebruiken normal mapping; een techniek die een grote hoeveelheid details mogelijk maakt. De gigantische experimentele eenheden, zoals de Cybran Monkeylord, een enorme spinvormige robot, kunnen later in het spel simpelweg andere eenheden vermorzelen.
Door de grote verscheidenheid in de planeten die de mensheid gekoloniseerd heeft zijn de omgevingen in het spel divers. De mogelijke oorlogstheaters variëren van woestijnachtig tot arctische omgevingen, en alle verschillende vormen van oorlogvoering komen aan bod: land, lucht, water en informatie. Technologieën die op dit moment relatief nieuw zijn, worden in Supreme Commander vaak gebruikt, zoals stealth en zowel tactische- als strategische raketten. Een innovatieve toevoeging aan het genre is het veersysteem, waarbij transportvliegtuigen als veer kunnen worden aangeduid, en dan tussen twee vaste punten heen en weer vliegen. Gecombineerd met de mogelijkheid om gedetailleerde orders te geven aan eenheden, nog voordat ze de fabriek verlaten, is het mogelijk om geproduceerde eenheden automatisch naar het front te transporteren. Door de shift toets te gebruiken kan de speler al zijn orders bekijken en herzien. Verder kan een eenheid bij het geven van het aanvalssein bevolen worden een gecoördineerde aanval uit te voeren. Hierbij wordt de aankomsttijd bij het doel gecoördineerd met alle eenheden die datzelfde doel aanvallen.

## Ontwikkeling
|                    | Minimum                                                                   | Aanbevolen                                            |
| ------------------ | ------------------------------------------------------------------------- | ----------------------------------------------------- |
| Besturingssysteem  | Windows XP Service Pack 2, Windows Vista                                  | *                                                     |
| Processor          | 1.8 GHz Intel of even goede AMD processor                                 | 3.0 GHz Intel of even goede AMD processor of beter    |
| RAM                | 512 MB                                                                    | 1 GB of meer                                          |
| Grafische kaart    | 128 MB video RAM of meer, met DirectX 9 en pixel shader 2.0 ondersteuning | Nvidia 6800 of beter; ATI X800 XL, ATI X1300 of beter |
| Harde schijfruimte | 8 GB                                                                      | 10 GB of meer                                         |
| Internetverbinding | 56.6 kbit/s modem                                                         | Kabel/ADSL-snelheid of sneller                        |

Spelontwerper Chris Taylor vond de meeste moderne strategiespellen eigenlijk 'tactiek'-spellen, omdat zij op een te kleine schaal opereerden. Zijn intentie met Supreme Commander was dan ook om een spel te maken dat strategie introduceerde door middel van een grote schaal. Voordat het spel uitgebracht was, had hij gezegd dat een grote mogelijkheid voor gebruikers om zelf wijzigingen aan te brengen een van zijn doelen was bij het ontwerpen, en dat het spel in de winkels zou liggen met de ontwikkelingsgereedschappen die het ontwerpersteam zelf gebruikte. Dit laatste doel werd niet bereikt.
Supreme Commander maakt veel gebruik van twee technologieën die relatief ongebruikt waren voordat het spel uitkwam, namelijk multikernprocessors en displays met meerdere beeldschermen. Als een multikernprocessor gedetecteerd wordt, verdeelt het spel specifieke berekeningen, zoals de kunstmatige intelligentie, onder de kernen, zodat de last verdeeld wordt onder de verschillende kernen. Supreme Commander is daarmee een van de eerste spellen die specifiek multikernprocessors ondersteunen.
Op 6 februari 2007 werd een demo voor Supreme Commander vrijgegeven, met daarin een tutorial, een deel van de eenpersoonscampagne, en de mogelijkheid om tegen de computer te spelen op de "Finn's Revenge" tweepersoonskaart. Alleen de Cybran-partij is speelbaar. Verder werd in juli 2007 bekendgemaakt dat Supreme commander ook via Steam gedistribueerd zou worden. Chris Taylor heeft ook gezegd dat het spel in de "nabije toekomst" op een spelcomputer uitgebracht zou worden, waarbij de Xbox 360 het platform van zijn keuze zou zijn.
Het spel werd uitgebracht op versie 3189. De eerste update, of patch, voor Supreme Commander was versie 3217. Deze patch werd vlak na het spel zelf uitgebracht, en bevatte voornamelijk reparaties van fouten en een aantal maatregelen om de verschillende partijen te balanceren. Ook werd hierbij de Direct2Drive versie ondersteund, en verder was een minimalistische versie van de gebruikersinterface bijgevoegd. De voornaamste wijziging in versie 3220, uitgebracht op 5 maart 2007, was de verwijdering van de SecuROM schijf-check voor het spel. Dit maakt het mogelijk voor de speler om het spel te spelen zonder de DVD in de schijflade te hebben. Hierbij moet aangemerkt worden dat de Poolse, Russische en Chinese versies van deze wijziging uitgesloten waren. Versie 3223 bevatte alleen bewerkingen om een aantal bugs op te lossen, en is een "specific purpose patch" genoemd door Gas Powered Games. Update 3251 was vooral een patch om de balans tussen de partijen recht te trekken, en bevatte ook het zogenaamde cartografische beeld, waarbij de kaart als een echte landkaart bekeken kan worden. "Hotfix" 3254 repareerde op 7 juni 2007 een aantal dingen die kort na de vorige patch waren ontdekt. Twee weken na die wijziging werd 3255 al uitgebracht, om een desynchronisatiefout te repareren. Op 30 juli 2007 werd patch 3260 uitgebracht, waarbij drie nieuwe eenheden zaten, alsmede reparaties van fouten en andere wijzigingen. 8 oktober 2007 bracht patch 3269, met wederom drie nieuwe eenheden.

## Muziek
De muziek voor Supreme Commander werd gecomponeerd door Jeremy Soule, bekend van zijn muziek voor de Guild Wars-serie, Morrowind en The Elder Scrolls IV: Oblivion. Hij had ook de muziek van de spirituele voorganger van Supreme Commander, Total Annihilation, gecomponeerd. De Supreme Commander Official Soundtrack, met de muziek van het spel, is alleen verkrijgbaar via download van Direct Song. De muziek is in een beschermd WMA formaat op 320 kbps. Met de download is ook de hoes inbegrepen, om het branden van een CD mogelijk te maken.

## Recensies

### Previews
Er werd erg naar Supreme Commander uitgezien. Grote gaming-websites schreven veel zogenaamde previews, als het ware recensies voordat het spel is uitgebracht. GameSpot schreef er zelfs achttien, IGN acht en GameSpy vijf. De meeste van previews lieten de "Steton's Clutch" kaart zien, de kaart die in de E3 video getoond werd, al in september 2005. Op deze kaart werd een veldslag tussen de UEF en de Cybrans getoond, waar de Monkeylord een prominente plaats had. Op de E3 werd onthuld dat de Aeon een basis in het zuidoosten van deze kaart had, waarmee strategische nucleaire raketten op beide partijen werden gelanceerd. Supreme Commander heeft verscheidene prijzen gewonnen voordat het uitgebracht werd, allemaal gerelateerd aan de E3, zoals de GameCritics Best Strategy Game Award, IGN's best upcoming PC game award, en IGN's Editor's Choice Award. Andere prijzen kwamen van GameSpy, GameSpot, Games Radar, Voodoo Extreme en 1UP.

### Recensies
De eerste recensie van Supreme Commander werd geschreven door Dan Stapleton en verscheen in PC Gamer. Hij prees de mogelijkheden die de strategische zoom bood, en ging zelfs zover als elk toekomstig spel dat deze mogelijkheid niet bood af te kraken. Ook het gebruik van twee schermen, de opbouw van de missies, en het emotionele aspect van het verhaal werden positief ontvangen. Aan de andere kant waren de geringe diversiteit en de systeemeisen een aantal minpunten. Met een score van 91% ontving het spel de PC Gamer Editor's Choice Award.
Een van de eerste recensies op het web werd gepubliceerd door Eurogamer. De recensent Alec Meer vond de ondersteuning voor twee monitoren (ook) een innovatieve toevoeging, en de grote schaal zoals Chris Taylor dat in gedachten had (zie: Ontwikkeling) maakte een goede indruk. Meer ervoer het spelen van Supreme Commander echter als hard werk, en de grote schaal zorgde voor een slecht oog voor detail, volgens hem. Desondanks werd een uitstekende score van 9/10 toegekend.
IGN gaf Supreme Commander ook een negen, waarbij de recensent Charles Onyett het spel de Editor's choice award gaf. Vooral de intuïtieve en behulpzame strategische zoom en het automatiseren van de thuisbasis werden geprezen, maar wederom waren de systeemeisen een negatief punt. Ook de pathfinding van oorlogsschepen werd hier genoemd als een punt van kritiek. Hoewel een schip altijd wel op haar bestemming zou aankomen, was de route niet altijd even efficiënt.. De Britse versie van IGN was iets minder positief, met een 8.9. Veel van het commentaar van de internationale versie werd ernstiger beoordeeld, en de recensent was niet onder de indruk van de controle die de speler over het spel kon hebben door middel van de interface.
In tegenstelling met de rest van de recensies was de Australische versie van het blad GamePro vrij negatief over Supreme Commander, en gaf het spel een vijf. GamePro vond Supreme Commander te ambitieus. De grafische prestaties gemeten in beelden per seconde waren te laag volgens de recensenten, zelfs op moderne systemen. Deze recensie was controversieel, en twee websites die reviews over spellen verzamelen, Metacritic en Game Rankings, hebben de review uit hun database verwijderd.
Over het algemeen waren beoordelingen van Supreme Commander positief, met een score van 86/100 op Metacritic. In de Nederlandse pers werd het spel onder andere op Gamer.nl kritisch bekeken. Daar vonden de twee recensenten het spel een acht waard, en maakte de meeste aspecten van het spel een goede indruk. Volgens de recensenten kan "Niet iedereen met dit spel aan de slag", vanwege de steile leercurve en de grote hoeveelheid moeite die de speler in het spel moest stoppen (vgl. Eurogamer, boven).

## Uitbreidingen
Op 6 november 2007 werd door THQ een zogenaamde "standalone expansion" uitgebracht, Supreme Commander: Forged Alliance. Deze uitbreiding verbetert de grafische prestaties van het spel. Verder voegt het 100 nieuwe eenheden toe met nieuwe mogelijkheden zoals oorlogvoering vanuit de ruimte. Er is ook een nieuwe partij, de Seraphim. De Seraphim zijn buitenaardse levensvormen, zij komen zich wreken op de mensen. De United Earth Federation had de Seraphim namelijk bijna compleet uitgeroeid. Op 20 november 2007 werd aangekondigd dat er een tweede uitbreiding op komst is, met de titel Supreme Commander: Experimentals.

## Trivia
- Het spel is opgenomen in het boek 1001 Video Games You Must Play Before You Die van Tony Mott.